# Ekvador
Ekvadór, uradna dolga oblika Repúblika Ekvadór, je država v Južni Ameriki. Na severovzhodu meji na Kolumbijo, na vzhodu in jugu na Peru, na zahodu pa na Tihi ocean. Približno tisoč kilometrov zahodno od celinske obale ležijo Galapaški otoki, ki so prav tako del države Ekvador.

## Zgodovina

### Predinkovsko obdobje
Na območju bodočega Ekvadorja so se pred prihodom Inkov naselila različna ljudstva. Arheološki dokazi kažejo, da se je prva razpršitev Paleo-Indijancev v Ameriki zgodila ob koncu zadnjega ledeniškega obdobja, pred približno 16.500–13.000 leti. Prvi ljudje, ki so dosegli Ekvador, so morda potovali po kopnem iz Severne in Srednje Amerike ali s čolni ob obali Tihega oceana.
Čeprav njihovi jeziki niso bili sorodni, so te skupine razvile podobne skupine kultur, od katerih je bila vsaka v različnih okoljih. Obalni prebivalci so razvili ribiško, lovsko in nabiralsko kulturo; ljudje v visokogorskih Andih so razvili poljedelski način življenja, ljudje v porečju Amazonke pa nomadski lovsko-nabiralniški način obstoja.
Sčasoma so te skupine začele sodelovati in se mešati med seboj, tako da so skupine družin na enem območju postale ena skupnost ali pleme s podobnim jezikom in kulturo. Nastale so številne civilizacije, kot sta kultura Valdivia in kultura Mačalila na obali, Quitus (blizu današnjega Quita)   in Cañari (blizu današnje Cuence). Vsaka civilizacija je razvila svojo značilno arhitekturo, lončarstvo in verske interese.
V visokogorju Andov so skupine plemen sodelovale in oblikovale vasi; tako so se oblikovali prvi narodi, ki so temeljili na kmetijskih virih in udomačevanju živali. Sčasoma je skupina narodov z vojnami in zakonskimi zvezami njihovih voditeljev oblikovala konfederacije. Ena regija se je združila v konfederacijo, imenovano Shyris, ki je izvajala organizirano trgovanje in menjavo med različnimi regijami. Njihova politična in vojaška moč je prišla pod oblast krvne linije Duchicela.

### Obdobje Inkov
Ko so Inke prispeli, so ugotovili, da so bile te konfederacije tako razvite, da so Inki potrebovali dve generaciji vladarjev – Topa Inca Yupanqui in Huayna Capac – da so jih absorbirali v Inkovski imperij. Domače konfederacije, ki so jim delale največ težav, so bile deportirane v oddaljena območja Peruja, Bolivije in severne Argentine. Podobno je bilo v Ekvador pripeljanih več zvestih inkovskih podanikov iz Peruja in Bolivije, da bi preprečili upor. Tako je regija visokogorskega Ekvadorja leta 1463 postala del Inkovskega imperija z istim jezikom.
Nasprotno pa so Inke, ko so vdrli v obalni Ekvador in vzhodne amazonske džungle Ekvadorja, ugotovili, da so tako okolje kot domorodci bolj sovražni. Še več, ko so jih Inki poskušali pokoriti, so se ti staroselci umaknili v notranjost in se zatekli k gverilskim taktikam. Posledično je bila ovirana širitev Inkov v amazonsko nižino in pacifiško obalo Ekvadorja. Avtohtono prebivalstvo amazonske džungle in obalnega Ekvadorja je ostalo relativno avtonomno, dokler niso prispeli španski vojaki in misijonarji. Amazonsko ljudstvo in Cayapas iz obalnega Ekvadorja sta bili edini skupini, ki sta se uprli inkovski in španski nadvladi ter ohranili svoj jezik in kulturo tudi v 21. stoletju.
Pred prihodom Špancev je bil Inkovski imperij vpleten v državljansko vojno. Prezgodnja smrt tako dediča Ninana Cuchija kot kralja Huayna Capaca zaradi evropske bolezni, ki se je razširila v Ekvadorju, je ustvarila vakuum moči med dvema frakcijama. Severna frakcija, ki jo je vodil Atahualpa, je trdila, da je Huayna Capac pred svojo smrtjo izdal ustni odlok o razdelitvi imperija. Ozemlja današnjega Ekvadorja in severnega Peruja je podaril svojemu najljubšemu sinu Atahualpi, ki naj bi vladal iz Quita; ostalo pa je dal Huáscarju, ki naj bi vladal iz Cuzca. Želel je, da bi bilo njegovo srce pokopano v Quitu, njegovem najljubšem mestu, preostanek njegovega telesa pa bi bil pokopan z njegovimi predniki v Cuzcu.
Huáscar ni priznal očetove oporoke, saj ni sledila inkovski tradiciji poimenovanja Inka prek duhovnikov. Huáscar je ukazal Atahualpi, naj se udeleži očetovega pokopa v Cuzcu in se mu pokloni kot novemu inkovskemu vladarju. Atahualpa se je z velikim številom očetovih vojakov veteranov odločil ignorirati Huáscarja in sledila je državljanska vojna. Potekale so številne krvave bitke, dokler Huáscar ni bil končno ujet. Atahualpa je odkorakal proti jugu v Cuzco in pobil kraljevo družino, povezano z njegovim bratom.
Leta 1532 je majhna skupina Špancev, ki jo je vodil Francisco Pizarro, pristala v Tumbezu in korakala čez Ande, dokler niso prispeli do Cajamarce, kjer naj bi novi Inka Atahualpa opravil srečanje z njimi. Duhovnik Valverde je poskušal prepričati Atahualpo, da bi se moral pridružiti katoliški cerkvi in se razglasiti za vazala Španije. To je Atahualpo tako razjezilo, da je Sveto pismo vrgel na tla. Na tej točki so razjarjeni Španci po ukazu Valverdeja napadli in pobili neoborožene spremljevalce Inkov ter ujeli Atahualpo. Pizarro je obljubil, da bo izpustil Atahualpo, če bo izpolnil svojo obljubo, da bo sobo napolnil z zlatom. Toda po lažnem sojenju so Španci Atahualpo usmrtili z davljenjem.

### Španska kolonizacija
Nove nalezljive bolezni, kot so črne koze, endemične za Evropejce, so v prvih desetletjih španske vladavine povzročile visoko smrtnost med indijanskim prebivalstvom, saj niso imeli imunosti. Istočasno so bili domačini prisiljeni v delovni sistem encomienda za Špance. Leta 1563 je Quito postal sedež real audiencia (upravnega okrožja) Španije in del podkraljestva Peru in kasneje leta 1717 podkraljestva Nova Granada.
Potres v Riobambi leta 1797, ki je povzročil od 6000 do 40.000 žrtev, je proučeval Alexander von Humboldt, ko je obiskal to območje v letih 1801–1802.
Po skoraj 300 letih španske vladavine je Quito še vedno ostal majhen z 10.000 prebivalci. 10. avgusta 1809 so mestni criollos pozvali k neodvisnosti od Španije (prvi med narodi Latinske Amerike). Vodili so jih Juan Pío Montúfar, Quiroga, Salinas in škof Cuero y Caicedo. Vzdevek Quita, Luz de América (Luč Amerike), temelji na njegovi vodilni vlogi pri poskusu zagotavljanja neodvisne lokalne vlade. Čeprav nova vlada ni trajala več kot dva meseca, je imela pomembne posledice in je bila navdih za gibanje za neodvisnost preostale Španske Amerike. 10. avgust se zdaj praznuje kot dan neodvisnosti, državni praznik.

### Neodvisnost
9. oktobra 1820 je departma Guayaquil postal prvo ozemlje v Ekvadorju, ki se je osamosvojilo od Španije in obsegal večino ekvadorskih obalnih provinc, s čimer se je vzpostavil kot neodvisna država. Njegovi prebivalci so praznovali uradni dan neodvisnosti Ekvadorja 24. maja 1822. Preostali del Ekvadorja je pridobil neodvisnost, potem ko je Antonio José de Sucre premagal španske kraljeve sile v bitki pri Pichinchi blizu Quita. Po bitki se je Ekvador pridružil republiki Veliki Kolumbiji Simóna Bolívarja, vključno z današnjo Kolumbijo, Venezuelo in Panamo. Leta 1830 se je Ekvador ločil od Velike Kolumbije in postal neodvisna republika. Dve leti pozneje je priključil Galapaško otočje.
V 19. stoletju je Ekvador zaznamovala nestabilnost s hitrim menjavanjem vladarjev. Prvi predsednik Ekvadorja je bil v Venezueli rojen Juan José Flores, ki je bil nazadnje odstavljen, sledilo mu je več avtoritarnih voditeljev, kot je Vicente Rocafuerte; José Joaquín de Olmedo; José María Urbina; Diego Noboa; Pedro José de Arteta; Manuel de Ascásubi; in Floresov lastni sin, Antonio Flores Jijón, med drugim. Konservativec Gabriel García Moreno je v 1860-ih s podporo rimskokatoliške cerkve združil državo. V poznem 19. stoletju je svetovno povpraševanje po kakavu povezalo gospodarstvo z izvozom surovin in povzročilo migracije iz visokogorja na kmetijsko zemljo na obali.
Ekvador je leta 1851 odpravil suženjstvo in osvobodil temnopolte sužnje.

### Liberalna revolucija
Liberalna revolucija leta 1895 pod vodstvom Eloya Alfara je zmanjšala moč duhovščine in konservativnih lastnikov zemlje. To liberalno krilo je obdržalo oblast do vojaške »julijske revolucije« leta 1925. 1930-ta in 1940-ta leta so zaznamovala nestabilnost in pojav populističnih politikov, kot je bil petkratni predsednik José María Velasco Ibarra.

### Izguba zahtevanih ozemelj od leta 1830
Od ločitve Ekvadorja od Velike Kolumbije 13. maja 1830 je njegov prvi predsednik, general Juan José Flores, zahteval ozemlje, ki se je imenovalo Real Audiencia of Quito, imenovano tudi Presidencia of Quito. Svoje zahteve je podprl s španskimi kraljevimi dekreti ali Real Cedulas, ki so začrtali meje nekdanjih španskih čezmorskih kolonij. V primeru Ekvadorja, tega s sedežem v Floresu de jure zahteva naslednje cedule – Real Cedula iz let 1563, 1739 in 1740; s spremembami v Amazonskem bazenu in Andih, ki so bile uvedene s pogodbo iz Guayaquila (1829), ki jo je Peru nerad podpisal, po tem ko je številčno premočna sila Velike Kolumbije, ki jo je vodil Antonio José de Sucre, v bitki premagala perujsko invazijsko silo predsednika in generala La Mara od Tarqui. Poleg tega je bila vzhodna meja Ekvadorja s portugalsko kolonijo Brazilijo v amazonskem bazenu spremenjena pred osamosvojitvenimi vojnami s prvo pogodbo San Ildefonso (1777) med španskim imperijem in portugalskim imperijem. Še več, da bi dodal legitimnost svojim zahtevam, je Flores 16. februarja 1840 podpisal pogodbo s Španijo, s katero je Flores prepričal Španijo, da uradno prizna neodvisnost Ekvadorja in njene izključne pravice do kolonialnih naslovov nad nekdanjim španskim kolonialnim ozemljem, ki je bilo Španiji v antiki znano kot Kraljevina in Predsedstvo Quita.
Ekvador je v svoji dolgi in burni zgodovini izgubil večino svojih spornih ozemelj v korist vsake od svojih močnejših sosed, kot so Kolumbija leta 1832 in 1916, Brazilija leta 1904 z vrsto miroljubnih pogodb in Peru po kratki vojni, v kateri je protokol iz Ria de Janeira je bil podpisan leta 1942.

### Boj za neodvisnost
Med bojem za neodvisnost, preden sta Peru ali Ekvador postala neodvisna naroda, se je nekaj območij nekdanje podkraljevine Nove Granade – Guayaquil, Tumbez in Jaén – razglasilo za neodvisno od Španije. Nekaj mesecev kasneje se je del perujske San Martinove osvobodilne vojske odločil zavzeti neodvisni mesti Tumbez in Jaén z namenom, da bi ju uporabili kot odskočno desko za zasedbo neodvisnega mesta Guayaquil in nato za osvoboditev preostalega dela Audiencie. de Quito (Ekvador). Med najvišjimi častniki osvobodilne vojske z juga je bilo splošno znano, da je njihov vodja San Martin želel osvoboditi današnji Ekvador in ga priključiti bodoči republiki Peru, saj je bil del Inkovskega imperija, preden so ga osvojili. Španci.
Vendar pa je bil Bolívarjev namen ustanoviti novo republiko, znano kot Velika Kolumbija, iz osvobojenega španskega ozemlja Nove Granade, ki so ga sestavljale Kolumbija, Venezuela in Ekvador. Načrti San Martina so bili prekrižani, ko se je Bolívar s pomočjo maršala Antonia Joséja de Sucreja in velikokolumbijskih osvobodilnih sil spustil z gora Andov in zasedel Guayaquil; prav tako so novo osvobojeno Audiencio de Quito priključili Republiki Veliki Kolumbiji. To se je zgodilo nekaj dni preden so lahko prispele perujske sile San Martina in zasedle Guayaquil. Zgodovinski dokumenti večkrat navajajo, da je San Martin povedal Bolivarju, da je prišel v Guayaquil, da bi osvobodil deželo Inkov iz Španije.

#### Perujska okupacija Jaéna, Tumbesa in Guayaquila
Na jugu je Ekvador de jure zahteval majhen košček zemlje ob Tihem oceanu, znan kot Tumbes, ki leži med rekama Zarumilla in Tumbes. V ekvadorskem južnem gorovju Andov, kjer jih seka Marañon, je Ekvador zahteval območje, ki ga je imenoval Jaén de Bracamoros. Ta območja je Bolivar vključil kot del ozemlja Velike Kolumbije 17. decembra 1819 med kongresom v Angosturi, ko je bila ustanovljena Republika Velika Kolumbija. Tumbes je razglasil neodvisnost od Španije 17. januarja 1821, Jaen de Bracamoros pa 17. junija 1821, brez zunanje pomoči revolucionarnih vojsk. Vendar pa so istega leta 1821 perujske sile, ki so sodelovale v revoluciji Trujillo, zasedle tako Jaen kot Tumbes. Nekateri perujski generali so imeli željo priključiti Ekvador Republiki Peru na račun Velike Kolumbije, saj so čutili, da je bil Ekvador nekoč del Inkovskega imperija.
Osvoboditelj San Martin je 28. julija 1821 v Limi razglasil neodvisnost Peruja, Tumbes in Jaen, ki sta bila vključena v revolucijo v Trujillu s strani perujskih okupacijskih sil, pa sta prisegla na novo perujsko zastavo in se vključila v Peru, čeprav ta ni bil popolnoma osvobojen Španije. Potem ko se je Peru popolnoma osvobodil od Španije s pomočjo vojsk pod vodstvom Bolivarja in Antonia Joseja de Sucreja v bitki pri Ayacuchu 9. decembra 1824, je prišlo do močne želje nekaterih Perujcev, da obudijo Inkovski imperij in vključijo še Bolivijo in Ekvador. Eden od teh perujskih generalov je bil v Ekvadorju rojeni José de La Mar, ki je postal eden od perujskih predsednikov, potem ko je Bolivar odstopil kot diktator Peruja in se vrnil v Kolumbijo. Velika Kolumbija je skoraj desetletje protestirala proti Peruju zaradi vrnitve Jaena in Tumbesa, nato pa je končno Bolivar po dolgih in jalovih razpravah o vrnitvi Jaena, Tumbesa in dela Mainasa napovedal vojno. Predsednik in general José de La Mar, ki je bil rojen v Ekvadorju, je verjel, da je prišla priložnost za priključitev okrožja Ekvador Peruju, osebno, s perujskimi silami, napadel in zasedel Guayaquil in nekaj mest v regiji Loja v južnem Ekvadorju dne 28. novembra 1828.
Vojna se je končala, ko je v bitki pri Tarquiju 27. februarja 1829 zmagoslavna južna velika kolumbijska vojska, ki jo je vodil Antonio José de Sucre, premagala perujske invazijske sile, ki jih je vodil predsednik La Mar. Ta poraz je vodil do podpisa Guayaquilske pogodbe 22. septembra 1829, s katero sta Peru in njegov kongres priznala pravice Velike Kolumbije nad Tumbesom, Jaenom in Maynasom. S protokolarnimi srečanji med predstavniki Peruja in Velike Kolumbije je bila meja določena kot reka Tumbes na zahodu, na vzhodu pa naj bi sledili reki Maranon in Amazonki proti Braziliji kot najbolj naravni meji med njima. Vendar pa je bilo v teku vprašanje, ali naj nova meja okoli regije Jaen sledi reki Chinchipe ali reki Huancabamba. Glede na mirovna pogajanja se je Peru strinjal, da vrne Guayaquil, Tumbez in Jaén; kljub temu je Peru vrnil Guayaquil, ni pa vrnil Tumbesa in Jaéna, češ da ni dolžan upoštevati dogovorov, saj je Velika Kolumbija prenehala obstajati, ko se je razdelila na tri različne države – Ekvador, Kolumbijo in Venezuelo.

#### Razpad Velike Kolumbije
Osrednje okrožje Velike Kolumbije, znano kot Cundinamarca ali Nova Granada (sodobna Kolumbija) z glavnim mestom v Bogoti, ni priznalo ločitve južnega okrožja Velike Kolumbije z glavnim mestom v Quitu od federacije Velike Kolumbije. Po ločitvi Ekvadorja se je departma Cauca zaradi nestabilnosti v centralni vladi Bogote prostovoljno odločil združiti z Ekvadorjem. Predsednik Ekvadorja, rojen v Venezueli, general Juan José Flores, je z odobritvijo ekvadorskega kongresa 20. decembra 1830 priključil departma Cauca, saj je vlada Cauca že aprila pozvala k združitvi z južnim okrožjem. Poleg tega je imela regija Cauca v svoji dolgi zgodovini zelo močne gospodarske in kulturne vezi z prebivalci Ekvadorja. Tudi regija Cauca, ki je vključevala mesta, kot so Pasto, Popayán in Buenaventura, je bila vedno odvisna od predsedstva ali Audiencie Quita.
Brezplodna pogajanja so se nadaljevala med vladama Bogote in Quita, kjer vlada Bogote ni priznala ločitve Ekvadorja ali Cauca od Velike Kolumbije, dokler maja 1832 ni izbruhnila vojna. V petih mesecih je Nova Granada premagala Ekvador zaradi dejstva, da so večino ekvadorskih oboroženih sil sestavljali uporniški jezni neplačani veterani iz Venezuele in Kolumbije, ki se niso želeli boriti proti svojim rojakom. Ker je predsednik Flores videl, da se njegovi častniki upirajo in menjajo strani, ni imel druge možnosti, kot da nerad sklene mir z Novo Granado. Podpisana je bila pogodba iz Pasta iz leta 1832, s katero je bil departma Cauca predan Novi Granadi (sodobna Kolumbija), vlada Bogote je priznala Ekvador kot neodvisno državo, meja pa naj bi sledila Ley de División Territorial de la República de Colombia (Zakon o razdelitvi ozemlja Velike Kolumbije), sprejet 25. junija 1824. Ta zakon je določil mejo pri reki Carchi in vzhodno mejo, ki je segala do Brazilije pri reki Caquetá. Kasneje je Ekvador trdil, da je Republika Kolumbija med reorganizacijo svoje vlade nezakonito naredila svojo vzhodno mejo začasno in da je Kolumbija razširila svoje zahteve južno do reke Napo, ker je dejala, da je vlada Popayána razširila svoj nadzor vse do reke Napo.

### Vojaške vlade (1972–79)
V 19. stoletju je Ekvador pretresala huda politična kriza in nestabilnost. Ob koncu 19. stoletja so Ekvadorju še vladali konzervativni katoliški predsedniki, nakar je leta 1895 Eloy Alfaro, ki je bil liberalnih načel, z revolucijo prevzel oblast.
Med letoma 1904 in 1942 je država v različnih vojnah s sosednjima državama izgubila precej ozemlja. Najpomembnejša je bila vojna zaradi ozemeljskega spora s Perujem leta 1941 in ponovno leta 1995 in ki se je dokončno razrešila šele v letu 1999.
Leta 1972 je "revolucionarna in nacionalistična" vojaška hunta strmoglavila vlado Velasca Ibarre. Državni udar je vodil general Guillermo Rodríguez, izvršil pa ga je poveljnik mornarice Jorge Queirolo G. Novi predsednik je Joséja Marío Velasca izgnal v Argentino. Na oblasti je ostal do leta 1976, ko ga je odstavila druga vojaška vlada. To vojaško hunto je vodil admiral Alfredo Poveda, ki je bil razglašen za predsednika vrhovnega sveta. V vrhovnem svetu sta bila še dva člana: general Guillermo Durán Arcentales in general Luis Pintado. Civilna družba je vse bolj vztrajno pozivala k demokratičnim volitvam. Polkovnik Richelieu Levoyer, vladni minister, je predlagal in izvedel načrt za vrnitev v ustavni sistem s splošnimi volitvami. Ta načrt je omogočil novemu demokratično izvoljenemu predsedniku, da prevzame naloge izvršnega urada.

### Vrnitev v demokracijo
Volitve so bile 29. aprila 1979 po novi ustavi. Za predsednika je bil izvoljen Jaime Roldós Aguilera, ki je zbral več kot milijon glasov, največ v zgodovini Ekvadorja. Funkcijo je prevzel 10. avgusta kot prvi ustavno izvoljeni predsednik po skoraj desetletju civilne in vojaške diktature. Leta 1980 je po umiku iz Concentración de Fuerzas Populares (Koncentracija ljudskih sil) ustanovil Partido Pueblo, Cambio y Democracia (Stranka za ljudi, spremembe in demokracijo) in vladal do 24. maja 1981, ko je umrl skupaj s svojo ženo in obrambnim ministrom Marcom Subia Martinezom, ko je njegovo letalo strmoglavilo v močnem dežju blizu meje s Perujem. Mnogi ljudje verjamejo, da ga je umorila Cia, glede na številne grožnje s smrtjo, ki so mu bile namenjene zaradi njegove reformistične agende, smrti dveh ključnih prič v avtomobilskih nesrečah, preden sta lahko pričali med preiskavo, in včasih nasprotujočih si poročil o incident.
Roldosa je takoj nasledil podpredsednik Osvaldo Hurtado, ki mu je leta 1984 sledil León Febres Cordero iz socialno-krščanske stranke. Rodrigo Borja Cevallos iz stranke Demokratična levica (Izquierda Democrática ali ID) je leta 1988 zmagal na predsedniških volitvah, ko je kandidiral v drugem krogu volitev proti Abdali Bucaramu (svaku Jaimeja Roldosa in ustanovitelju ekvadorske Roldosistične stranke). Njegova vlada je bila zavezana izboljšanju varstva človekovih pravic in je izvedla nekaj reform, zlasti odprtje Ekvadorja za zunanjo trgovino. Vlada Borje je sklenila sporazum, ki je vodil k razpustitvi majhne teroristične skupine "¡Alfaro Vive, Carajo!" ("Alfaro Lives, Prekleto!"), poimenovan po Eloy Alfaro. Vendar so nenehne gospodarske težave spodkopale priljubljenost ID in opozicijske stranke so leta 1999 prevzele nadzor nad kongresom.
Ekvador je 13. aprila 2000 sprejel ameriški dolar kot svojo nacionalno valuto, 11. septembra pa je država odpravila ekvadorski sucre, da bi stabilizirala gospodarstvo države. Ameriški dolar je od leta 2000 edina uradna valuta Ekvadorja.
Pojav indijanskega prebivalstva kot aktivne volilne skupine je v zadnjih letih prispeval k demokratični nestanovitnosti države. Prebivalstvo je bilo motivirano zaradi tega, ker vlada ni izpolnila obljub o zemljiški reformi, nižji brezposelnosti in zagotavljanju socialnih storitev, ter zgodovinsko izkoriščanje s strani zemljiške elite. Njihovo gibanje je skupaj z nenehnimi destabilizacijskimi prizadevanji tako elite kot levičarskih gibanj povzročilo poslabšanje položaja izvršne oblasti. Prebivalstvo in druge veje oblasti dajejo predsedniku zelo malo političnega kapitala, kar je razvidno iz zadnje odstranitve predsednika Lucia Gutiérreza s položaja s strani kongresa aprila 2005. Njegovo mesto je prevzel podpredsednik Alfredo Palacio in ostal na položaju do predsedniških volitev leta 2006, na katerih je predsedniški položaj dobil Rafael Correa. 15. januarja 2007 je Rafael Correa prisegel kot predsednik Ekvadorja. Več levičarskih političnih voditeljev Latinske Amerike, njegovih bodočih zaveznikov, se je udeležilo slovesnosti.
Nova socialistična ustava, potrjena na referendumu leta 2008 (Ekvadorska ustava iz leta 2008), je uvedla levičarske reforme. Decembra 2008 je predsednik Correa državni dolg Ekvadorja razglasil za nelegitimnega, na podlagi argumenta, da gre za odvraten dolg, ki so ga najeli skorumpirani in despotski prejšnji režimi. Napovedal je, da bo država zamudila več kot 3 milijarde dolarjev vredne obveznice; nato se je zavezal, da se bo boril proti upnikom na mednarodnih sodiščih in uspel znižati ceno neporavnanih obveznic za več kot 60 %. Junija 2009 je Ekvador pripeljal v Bolivarsko zavezništvo za Ameriko. Correajevi administraciji je uspelo zmanjšati visoko stopnjo revščine in brezposelnosti v Ekvadorju.

## Geografija
Ekvador se nahaja v zahodnem delu Južne Amerike, med Perujem in Kolumbijo, prečka ga ekvator. Njegova površina skupaj z Galapaškimi otoki znaša 283.560 km².
Tihomorska obala Ekvadorja je dolga 2.237 km. Meja s Kolumbijo je dolga 590 km, s Perujem pa 1.420 km. Najvišja gora je vulkan Čimboraso (špansko Chimborazo), ki je del Andov in ima nadmorsko višino 6.267 m. Za Čimboraso velja, da je to od središča Zemlje najbolj oddaljena točka, glede na to, da ima Zemlja obliko geoida. Na tako imenovani "aveniji vulkanov" je 9 najvišjih vrhov v ekvadorskem delu Andov in vsi so višji od 5000 m, poleg njih pa še cela vrsta bolj ali manj aktivnih vulkanov, ki se nizajo eden za drugim v dolžini 300 km.
Ekvador se deli na štiri različna področja:
- zahodni primorski del (la costa),
- osrednji planinski del (la sierra),
- vzhodni del (el oriente), kjer je tudi Amazonski deževni gozd,
- Galapaški otoki.

### Zahodni primorski del (la costa)
La Costa (obala) je pokrajina na najbolj zahodnem delu Ekvadorja in obsega približno 80.000 km². La Costa je sestavljena iz rodovitnih aluvialnih ravnic in gričev, razporejenih po površini 500 km v dolžino in do 200 km na široko. Vzporedno z obalo poteka pogorje Cordillera Costanera nadmorske višine do 800 m, ki v območju regije Guayas preide v ravnico. Južni del je pod vplivom rečnega sistema 60 km dolge reke Guayas in njenih pritokov Babahoyo in Daule, ki so z več kot 36.000 km² največji vodni sistem južnoameriške pacifiške obale.
Delta reke Guayas tvori tudi največje naravno pristanišče na zahodni obali Južne Amerike. Letni dotok reke Guayas je več kot 3 milijarde kubičnih metrov. Severneje so še reke Esmeraldas, Cayapas in Chone in čisto na jugu še Jubones. Podnebje območja la costa lahko razdeli na dva dela, meja teče približno pri mestu Manta: v tropsko vlažno severno in suho južno področje. Razlog za delitev je antarktični Humboldtov tok, ki teče na približno 1° južno od Južne Amerike proti zahodu do obale Tihega oceana.

### Osrednji planinski del (la sierra)
Andska pokrajina se imenuje la Sierra (gore) in ima več kot 80.000 km². To je tudi najbolj naseljena pokrajina v kateri danes živi 38 % Ekvadorcev. La Sierra je sestavljena iz dveh gorskih verig Zahodne Kordiljere (Cordillere Occidental) in Srednje Kordiljere (Cordillere Central) (redkeje tudi: Cordillera Oriental in Cordillera Real) in vmesnih dolin (včasih imenovana tudi altiplano). Zahodna kordiljera je povprečno nižja, vendar pa se tukaj nahaja najvišja gora v Ekvadorju, Čimboraso. Najvišja gora v Srednji Kordiljeri pa je 5897 m visoki Cotopaxi. Dolina med gorskima verigama je na nadmorski višini 1800 do 3200 m in je približno 500 km dolga ter 20–30 km široka in je zelo rodovitna. Zaradi intenzivnega vulkanizma jo je leta 1802 Alexander von Humboldt imenoval Avenija vulkanov. Dolina je značilna po gorskih hrbtih (nudos) in je razdeljena na osem kotlin (cuencas ali hoyas) (nekateri avtorji jo delijo na dvanajst). Z izjemo Guaranda so vsa večja mesta v pokrajini v teh kotlinah. Beseda cuencas je po rekah in krajih in sicer (od severa proti jugu) Chota, Guayllabamba, Pastaza, Paute, Chimbo, vas Girón (med vasjo in reko Yunguilla) in Catamayo. V kotlini Guayllabamba leži Quito, ki je z nadmorsko višino 2850 m med najvišje ležečimi glavnimi mesti na svetu.

### Vzhodni del (el oriente)
V vzhodnem delu (El Oriente) ležijo deževni gozdovi v porečju Amazonke. Pokrajina je velika skoraj 100.000 km² in je zelo redko poseljena. Kot rezultat leta 1941/42 izgubljene vojne proti Peruju je moral Ekvador, 200.000 km² na jugu Amazonije (40 % takratnega državnega ozemlja) odstopiti sosednji državi, s tem pa je izgubil dostop do Amazonke.
El Oriente lahko razdelimo v: gozdnato vznožje Andov v območju treh vulkanov Sumaco, Pan de Azucar in Reventador v Subkordillerah Napa Galeras in nižje ležeče področje Amazonskega nižavja (pod 400 m). Vse reke v el Oriente so pritoki Amazonke. Najpomembnejše med njimi so 855 km dolga Rio Napo, Rio Coca, in Rio Pastaza, ki predstavlja tudi mejo s Kolumbijo, pa še Rio Putumayo in Rio Aguarico. V dolini Agoyan reka Pastaza ustvarja najvišji, 60 metrov visok slap v Ekvadorju. V pokrajini vlada vlažno in toplo tropsko podnebje.

### Galapaško otočje
Približno 1000 km od kopnega v Tihem oceanu, se nahaja Galapaško otočje, uradno imenovano Archipiélago de Colón. Otočje tvori četrto geografsko območje Ekvadorja. Podobno kot Havaji, so ti otoki geološko zelo mladi (700.000-3 milijone let) večinoma vulkanskega izvora, nekaj pa jih nastalo z dvigom iz morja. Nikoli v svoji zgodovini niso imeli stika s celino. Skupna površina otokov 320 km velikega arhipelaga znaša več kot 8000 km². Glavni otok Isabela predstavlja več kot polovico te površine. V severnem delu otoka, točno na ekvatorju se nahaja vulkan Wolf s 1707 m najvišja točka Galapaških otokov.
- Pogled na Cotopaxi
- Chuquiragua - značilna rastlina na pobočju Cotopaxija
- Pogled na Čimboraso
- Galapaški otok Sauth Plaza

## Gore in vulkanizem
Andi so nastali zaradi podrivanja Nazca plošče pod južnoameriško. Nazca plošča se pomika iz smeri Kolumbije proti Patagoniji približno 9 cm na leto proti vzhodu, medtem ko se južnoameriška plošča pomika 5 cm na leto v zahodni smeri in se potiska čez Nazca ploščo. Celotna Andska subdukcijska cona je del pacifiškega ognjenega obroča, zato je v Ekvadorju veliko število aktivnih in ugaslih vulkanov. Skupno je 55 vulkanov, od katerih je 18 še aktivnih. Tudi zato so potresi v Ekvadorju pogosti in močni. Aktivni vulkan v Cordilleri Occidental je tudi 4778 m visoka Guagua Pichincha vzhodno od Quita. Cotopaxi, Tungurahua in Sangay so aktivni vulkani v Cordilleri Central. Trenutno v Ekvadorju znanstveniki aktivno spremljajo enajst vulkanov vključno Cotopaxi, Guagua Pichincha in Tungurahua, ki so razvrščeni kot nevarni.
| Vrh           | Višina v m | Pogorje               | Pokrajina | Provinca        |
| ------------- | ---------- | --------------------- | --------- | --------------- |
| Čimboraso     | 6.310      | Cordillera Occidental | Sierra    | Chimborazo      |
| Cotopaxi      | 5.897      | Cordillera Central    | Sierra    | Cotopaxi        |
| Cayambe       | 5.790      | Cordillera Central    | Sierra    | Pichincha       |
| Antisana      | 5.758      | Cordillera Central    | Sierra    | Napo            |
| El Altar      | 5.319      | Cordillera Central    | Sierra    | Chimborazo      |
| Iliniza Sur   | 5.263      | Cordillera Occidental | Sierra    | Cotopaxi        |
| Sangay        | 5.230      | Cordillera Central    | Sierra    | Morona Santiago |
| Iliniza Norte | 5.116      | Cordillera Occidental | Sierra    | Pichincha       |
| Tungurahua    | 5023       | Cordillera Central    | Sierra    | Tungurahua      |
| Carihuairazo  | 5.018      | Cordillera Occidental | Sierra    | Tungurahua      |
| Reventador    | 3.562      | k. a.                 | k.a       | Sucumbíos       |

Od Quita proti Cuenci, v dolžini dobrih 300 km, se razteza Avenija vulkanov, kot je območje poimenoval raziskovalec Alexander von Humboldt. Dvojna veriga gora ima devet od desetih najvišjih vrhov v državi. Tukaj sicer leži 30 vrhov od katerih jih je kar nekaj še vedno aktivnih in predstavlja eno največjih koncentracij vulkanov na svetu. Večino časa so ti skriti v dinamičnih oblakih in megli, ki prodira iz območja Amazonije. Področje je tudi eno od najbolj naseljenih v državi, saj je dolina zaradi delovanja vulkanov zelo rodovitna. Vasi so precej tradicionalne, v njih se način življenja ni spremenil že stoletja. Po dolini teče tudi najpomembnejša prometnica, to je Panamericana.
Vulkan Cayambe, ki leži na severnem delu Ekvadorja je edina točka na Zemlji, kjer je večni sneg na ekvatorju.

## Podnebje
Podnebje se v Ekvadorju spreminja po področjih predvsem zaradi višinskih razlik in bližine ekvatorja. V obalnih nižinah je običajno toplo in vlažno s temperaturami v okoli 25 °C. Obalna območja so pod vplivom oceanskih tokov in je zato med januarjem in aprilom vroče in deževno. Vlažno subtropsko podnebje je v amazonski nižini. Podnebje v andskem višavju pa je zmerno in razmeroma suho. Zaradi lege ob ekvatorju so razlike v spremembah letnih časov minimalne.
V Quitu je vreme glede na lego na nadmorski višini 2850 m subtropsko do gorsko. Mesto ima dokaj konstantno hladno podnebje. Povprečna temperatura čez dan je 18,9 °C, ponoči pa pade v povprečju na 10 °C. Sušna sezona (poletje) traja od junija do septembra, deževna sezona (zima) pa od oktobra do maja.

## Biotska raznovrstnost
Ekvador je ena od 17 držav na svetu, ki najbolj skrbi za ohranjanja narave in ima največjo biotsko raznovrstnost na kvadratni kilometer površine na svetu. Poleg kopnega ima država tudi Galapaško otočje po katerem je tudi najbolj poznana. Ekvador ima 1600 vrst ptic na celinskem področju (to je 15% poznanih svetovnih vrst ptic) in še 38 endemičnih na Galapaškem otočju. Ima več kot 16.000 vrst rastlin, 106 endemičnih plazilcev, 138 endemičnih dvoživk in 6.000 vrst dnevnih metuljev. Na Galapaških otokih se živalske vrste Razlikujejo od otoka do otoka in so znani kot kraj rojstva Darwinove teorije o evoluciji. So na Unescovem seznamu svetovne dediščine.
Ekvador je v ustavo zapisal priznanje pravice do narave. Zaščita biotske raznovrstnosti je izrecna nacionalna prednostna naloga, kar je navedeno v nacionalnem načrtu "Buen vivir" ali dobro življenje. Poglavje 4, politika 1 pravi: »Trajnostno ohranjanje in upravljanje naravne dediščine, vključno s kopnim in morsko biotsko raznovrstnostjo se šteje za strateški sektor«. V pisni obliki tega načrta je bilo v letu 2008 19% površine Ekvadorja zavarovano območje. Načrt tudi določa, da mora biti 32% površin zaščitenih, da bi se resnično ohranila biotska raznovrstnost. Trenutna zavarovana območja zajemajo 11 narodnih parkov, 10 zatočišč prosto živečih živali, 9 ekoloških rezervatov in na druga območja. Program so začeli izvajati leta 2008 in predvideva odkup še 2,3 % celotne površine države (629.475,5 ha ali 6295 km²) od zasebnih lastnikov zemljišč ali skupnosti lastnikov zemljišč (na primer avtohtonih plemen), da bi ti ohranjali svojo zemljo kot avtohtone ekosisteme, kot na primer avtohtone gozdove ali travišča.
Kljub temu, da so na seznamu UNESCO, Galapaške otoke ogroža vrsta negativnih vplivov na okolje, predvsem ribištvo in turizem. Izkoriščanje nafte v deževnem gozdu Amazonke je privedlo do sproščanja milijarde litrov odpadkov v okolje, ki so kontaminirali ekosisteme in povzročili škodljive učinke tudi na zdravje domorodnih ljudstev.
- Amazonski deževni gozd
- Amazonska želva
- Vikunja pod Čimborasom
- Nacionalni park Cajas
- Kopenski legvani na Galapaških otokih

### Biosferni rezervati
UNESCO je razglasil štiri biosferne rezervate v Ekvadorju:
- Galapaško otočje v Tihem oceanu okoli 65 000 ha
- Narodni park Yasuni v La Oriente približno 980 000 ha
- Sumaco, v zahodnem delu La Oriente, severno od Tene približno 205 000 ha
- Podocarpus-El Condor, južno od Loja

| V Ekvadorju je skupaj dvanajst narodnih parkov, trije so tudi biosferni rezervati: - Narodni park El Condor - Narodni park Cajas zahodno od Cuenca - Narodni park Cotopaxi v provinci Cotopaxi El Boliche vzhodno od Machachija - Naravni rezervat v Cuyabeno Sucumbíos vzhodno od Nueva Loja - Narodni park Cotopaxi zahodno od Ilinizas Machachi - Narodni park Llanganates med Ambato in Teno - Narodni park Machalilla v Puerto Lopez v Manabi - Narodni park Sangay vzhodno od Riobambe - Narodni park Podocarpus južno od Loja | Obalna pokrajina: - Rezervat Ecologica Cayapas - Mataje - Rezervat Ecologica podpihovanje - Chindul - Rezervat Ecologica Manglares - Churute Gorska pokrajina: - Rezervat de El Ángel Ecologica - Rezervat Cotacachi Cayapas Ecologica - Rezervat Ecologica Cayambe - Coca - Rezervat Antisana Ecologica - Rezervat Geobotánica Pululahua - Rezervat Ecologica Mindo-Nambillo - Refugio Silvestre Pasochoa - Refugio del Chimborazo - Bosque de Petrificado Puyango Amazonska pokrajina: - Naravni rezervat Cuyabeno - Rezervat Nacional de biologica Limoncocha v provinci Sucumbíos |

Če obstaja konflikt med ohranjanjem narave in gospodarsko rabo, ima v Ekvadorju gospodarska raba pogosto prednost. Trenutno se na primer gradi cesta skozi Narodni park Sangay.

## Upravna delitev
Ekvador je razdeljen na 24 provinc: Azuay, Bolivar, Canar, Carchi, Chimborazo, Cotopaxi, El Oro, Esmeraldas, Galapagos, Guayas, Imbabura, Loja, Los Rios, Manabi, Morona-Santiago, Napo, Orellana, Pastaza, Pichincha, Sucumbios, Tungurahua in Zamora-Chinchipe. Te se še naprej delijo na kantone, te pa na župnije (parroquias). Quito in Guayaquil sta samostojni metropolitanski regiji.
V Ekvadorju je tudi 7 regij, ki združujejo nslednje province:
- Regija 1: Esmeraldas, Carchi, Imbabura y Sucumbios. administrativno središče: Ibarra
- Regija 2: Pichincha, Napo y Orellana. administrativno središče: Tena
- Regija 3: Chimborazo, Tungurahua, Pastaza y Cotopaxi. administrativno središče: Ambato
- Regija 4: Manabí, Galápagos y Santo Domingo de los Tsachilas. administrativno središče: Ciudad Alfaro
- Regija 5: Santa Elena, Guayas, Los Ríos y Bolívar. administrativno središče: Milagro
- Regija 6: Cañar, Azuay y Morona Santiago. administrativno središče: Cuenca
- Regija 7: El Oro, Loja y Zamora Chinchipe. administrativno središče: Loja

Glavno mesto Ekvadorja je Quito z 2,24 milijoni prebivalcev, ki leži v provinci Pichincha v regiji Sierra. Največje mesto je Guayaquil s 2.35 milijona prebivalcev, leži v provinci Guayas in je tudi največje pristanišče v državi.
Galapaški otoki so sicer vključeni v 4 regijo vendar imajo poseben status znotraj te regije.

## Politika
V Ekvadorju predsednika in podpredsednika države volijo na demokratičnih volitvah za dobo štirih let. Trenutno je predsednik Guillermo Lasso, podpredsednik pa je Alfredo Borrero. Vlada ima petindvajset ministrstev. Na neposrednih volitvah so izvoljeni tudi guvernerji provinc in župani. Sodnike državnega sodišča izbira kongres in imajo trajni mandat.
Danes je politični položaj v Ekvadorju relativno miren in stabilen. Od volitev leta 1996 se tudi tamkajšnji staroselci vse bolj vključujejo v politiko, čeprav so jo pred tem letom namerno bojkotirali.
Ekvador je član Organizacije združenih narodov (in tudi večine njenih specializiranih agencij) ter član številnih regionalnih skupin: skupine Rio, skupine za gospodarski sistem Latinske Amerike, Organizacije ITER za energijo, Zveze za integracijo Latinske Amerike, Zveza Bolivar za ljudi naše Amerike, Andske skupnosti narodov in Zveze južnoameriških držav (UNASUR).

## Gospodarstvo
Središče ekvadorskega gospodarstva 20. stoletja in še danes predstavljala nafta, ki je je v izobilju. Poleg nafte so pomembni naravni viri tudi banane, kakav, kozice, les, zlato in baker. Leta 2000 so kot valuto uvedli ameriški dolar z namenom, da bi zmanjšali takratno gospodarsko krizo. Od takrat gospodarstvo okreva, vendar počasi. Gospodarske težave so imele velik vpliv na ekvadorsko politiko v zadnjih petih letih.

### Panamski klobuk
Zelo značilen izvozni izdelek je panamski klobuk. Središče izdelave je Cuenca v Ekvadorju in ne kot bi po imenu napačno sklepali, Panama. Tja so ga sicer na veliko izvažali v času gradnje Panamskega prekopa in tako se ga je prijelo tudi ime. To je pleten klobuk iz rastline imenovane toquilla, ki raste v obalnem področju Ekvadorja. Začetki izdelave segajo v leto 1835, ko je Bartholomeo Serrano, da bi se izvil iz gospodarske krize, ki je tedaj vladala v Ekvadorju, ustanovil prvo delavnico - tkalnico, v kateri so tamkajšnji mojstri lahko pokazali svoje znanje. Glede na gostoto pletenja je različna tudi cena klobuka. Najcenejši stanejo pod 100 USA $, nafinejše izdelani pa tudi 1000 USA $.

### Proizvodnja cvetja
Koncem 80-tih let 20. stoletja je postal Ekvador četrti največji izvoznik rezanega cvetja na svetu (za Nizozemsko, Kolumbijo in Kenijo). Po letu 2002 se je delež izvoza rezanega cvetja povzpel na 6% in je bil za izvozom nafte in banan na tretjem mestu. Leta 2006 je bilo izvoženo 114.000 ton cvetja v vrednosti 400.000.000 $. Daleč največji delež proizvodnje predstavljajo vrtnice, ki predstavljajo tudi tri četrtine vsega izvoza, ki ga ustvari Ekvador. 70% vseh vrtnic gre v ZDA, precej v Rusijo, kjer še posebej cenijo izjemno dolga stebla vrtnic, na Japonsko in v mnoge države na Bližnjem vzhodu, kamor je Ekvador najpomembnejši dobavitelj cvetja, kar pa ne velja za Evropo. Izvoz se opravi le z letali preko letališča v Quitu.
Proizvodnja cvetja v Ekvadorju temelji na ugodnih proizvodnih dejavnikih, kot so rodovitna zemlja, voda in poceni delovna sila. Za gojenje rož je pomembno skoraj večno ekvatorialno sonce in posebno ozračje v Andskem višavju pa tudi raznolika topografija, ki omogoča dobre pogoje rast. Glavna področja, kjer uspeva cvetje je severno od province Pichincha, okoli mesta Cayambe v regiji Cotopaxi, Tungurahua in Čimboraso. Proizvodnja je zelo delovno, kapitalsko in tehnološko intenzivna. Cvetje se vzgaja v plastičnih rastlinjakih z zapletenimi namakalnimi sistemi in veliko uporabo pesticidov, gnojil in fungicidov. Na hektar obdelovalne zemlje je potrebno okoli 10 delavcev. Nasade je postavilo približno 400 ekvadorskih hacendados ali mednarodnih podjetij, mnogi med njimi so prišli iz Kolumbije. Tipičen nasad ima približno 25-50 ha in 250-500 delavcev. Delovne razmere v nekaterih nasadih so še vedno slabe, izpostavljenost kemikalijam je izjemno visoka, delo traja ure dolgo in je utrujajoče. Sindikati niso dovoljeni. Plačilo je po komadu cveta (na akord). Sistem je izredno nesocialen.

### Turizem
V zadnjih letih se je turizem razvil v veliko industrijo tudi zato, ker Ekvador velja za eno od držav z najvišjo biotsko raznovrstnostjo na svetu. Ekvador ima tudi geografsko zelo različne in atraktivne pokrajine kot so Galapaški otoki, Avenija vulkanov, tropski gozd, oceansko obalo in gorski svet Andov.
Staro mestno jedro Quita je bilo prvo mesto (1978), ki je bilo vpisano na Unescov seznam svetovne dediščine. Na seznamu je od leta 1999 tudi zgodovinski del mesta Santa Ana de los Rios de Cuenca. Drugi kraji na seznamu svetovne dediščine so še: Qhapaq Ñan - glavne inkovske poti v Andih, Narodni park Sangay in narodni park Galapaških otokov.

## Prebivalstvo
V Ekvadorju živi približno  14.483.499 ljudi (stanje 2011). Po številu prebivalstva je to 65. država na svetu.
Večina prebivalstva (62,7 %) je stara med 15 in 64 let, 31,7 % od 0 do 14 let in 6,2 % prebivalstva je starejših od 65 let. Leta 2003 je bilo celo 35 % prebivalstva mlajšega od 14 let.
Največja etnična skupina so mestici, mešanci Špancev in ameriških indijancev in predstavljajo 72% prebivalstva. Sledijo jim staroselci indigenous s 14% (največ jih govori razna narečja kečuanščine), nato pa so belci imenovani Criollos s 6 % in 4 % afroekvatoriancev, mulatov in drugih. Pismenost znaša 92,5 %.
Velika večina, 75 % Ekvadorcev je katoliške vere, 25 % pa predstavljajo druga predvsem stara lokalna verovanja.
Uradni jezik je Španščina, indijanski jeziki, posebej Quichua (Kečua), ki je ekvatorianski dialekt jezika kečua pa je uradni jezik v medkulturni komunikaciji.

## Kultura
Kot v mnogih drugih južnoameriških državah, je kultura Ekvadorja mešanica španske in staroselske kulture. Na kulturo Ekvadorja je vplivala tudi kultura afriških sužnjev. Najbolj znan del ekvadorske kulture je glasba, nekaj Ekvadorcev pa je tudi slavnih južnoameriških piscev in umetnikov.
Najbolj znan umetniški slog iz Ekvadorja je pripadal šoli ''Escuela Quiteña'', ki se je razvijal od 16. do 18. stoletja in katere primeri so na ogled v različnih starih cerkvah v Quitu. Znani Ekvadorski slikarji so: Eduardo Kingman, Oswaldo Guayasamín in Camilo Egas iz gibanja Indiginist; Manuel Rendon, Jaime Zapata, Enrique Tábara, Anibal Villacís, Theo Constanté, Leon Ricaurte in Estuardo Maldonada iz gibanja Informalist in Luis Burgos Flor s svojim abstraktno futurističnim slogom. Avtohtoni prebivalci Tigua so svetovno znani po svojih tradicionalnih slikah.

## Kuhinja
Ekvadorska kuhinja se razlikuje od pokrajine do pokrajine. Na obalnem območju so zelo priljubljeni morski sadeži, ribe, kozice in jed imenovana ceviche (kozice in limono, čebulo in nekaj zelišči). Ceviche postrežejo s pečenim krompirjem in ocvrtim bananovim čipsom (chifles y patacones) ter koruzno tortiljo. Banane in arašidi so osnova večine obalnih jedi. Encocados (jedi, ki vsebujejo kokosovo omako) so tudi zelo priljubljene. Churrasco, na žaru pečeno razno meso, je posebej priljubljeno v Guayaquilu, prav tako pa tudi Arroz con carne asada y menestra (riž s fižolom in popečeno govedino), ki jo postrežejo z ocvrtim bananovim čipsom.
Na območju Amazonke je glavna rastlina yuca ali tudi casava. V tej pokrajini so na voljo številni sadeži kot so banane, grozdje, grenivke in drugo. Ta pokrajina je vodilni proizvajalec banan, kakava, manga, pasijonke in drugega sadja.

## Izobraževanje
V Ekvadorju imajo devetletko. Ustava zahteva, da vsi otroci obiskujejo šolo, dokler ne dosežejo "osnovno raven izobrazbe". Leta 1996 je bila stopnja vpisa 96,9%, do petega razreda je ostalo v šoli 71,8% otrok. Stroške osnovnega in srednjega izobraževanja nosi država, vendar imajo družine velike dodatne stroške, kot so razni prispevki in prevozni stroški. V javnih šolah je nivo izobraževanja slabo, razredi so pogosto zelo veliki. Družinam z omejenimi sredstvi se kjlub financiranju države zdi, da je potrebno za izobraževanje plačati. Na podeželju le 10% otrok odide na srednjo šolo. Statistika ugotavlja, da je povprečno število zaključenih let izobrazbe 6,7.
Ekvador ima 61 univerz, mnoge od njih s tradicionalnim španskim šolskim sistemom. Nekatere univerze sodijo med najstarejše na ameriških tleh:: avguštinci so leta 1586 ustanovili Univerzo San Fulgencio, jezuiti leta 1651 Univerzo San Gregorio Magno in dominikanci leta 1681 Univerzo Santo Tomas Aquino.

## Znanost
Najpomembnejši ikoni v ekvadorski znanosti sta matematik in kartograf Pedro Vicente Maldonado, rojen leta v Riobambi leta 1707 in medicinski pionir Eugenio Espejo, rojen leta 1747 v Quitu. Med drugimi pomembnimi ekvadorskimi znanstveniki in inženirji so še podpolkovnik Jose Rodriguez Lavandera, ki je leta 1837 zgradil prvo podmornico v Latinski Ameriki, Reinaldo Espinosa Aguilar (1898-1950), botanik in biolog Andske flore in José Aurelio Dueñas (1880-1961), kemik in izumitelj metode za tiskanje na tekstil.
Glavna področja znanstvenih raziskav v Ekvadorju so na medicinskem področju (tropske in nalezljive bolezni), kmetijski inženiring, farmacevtske raziskave in biotehnika. Kot majhna država in potrošnik tujih tehnologij, je dal Ekvador prednost raziskavam na področju informacijske tehnologije. Najbolj poznani ekvadorski produkti so antivirusni program Checkprogram, bančni sistem zaščite MdLock in Core Cobis Software.
Večina znanstvene produkcije prihaja iz najboljših treh Politehničnih institucij: ESPOL (Escuela Superior Politecnica del Litoral), (Escuela Superior Politecnica del Ejercito) in RPM (Escuela Nacional Politecnica). Sodobni ekvadorski znanstveniki, ki so priznani v mednarodnih institucijah so Eugenia del Pino (rojen 1945), prvi Ekvadorec, ki je bil izvoljen v ZDA v National Academy of Science in Arturo Villavicencio, ki je član skupine IPCC, ki si delijo Nobelovo nagrado za mir.

## Promet
Do nedavna sta bili najpomembnejša dela države, Costa in Sierra, zaradi svoje težke topografije in razpršene poseljenosti, slabo povezani s prometnicami. Še na začetku 20. stoletja so bilo za prenašanje pridelkov iz notranjosti v Guayaquil in obratno v Quito uporabljane mule. Šele leta 1908, v času mandata prvega predsednika Eloya Alfara je bila dokončana železniška proga med Guayaquilom in Quitom. Še vedno ni železniške povezave proti Peruju in Kolumbiji ali v območju Oriente. Zaradi slabega vzdrževanja kar precejšen del železniškega omrežja od skupaj 965 km ni več v funkciji. Večjih obnovitvenih del so se po odsekih lotili leta 2007. Medkrajevni potniški promet se odvija predvsem z avtobusi.
Cestni sistem v današnjem obsegu deluje od leta 1960. Glavne ceste so Tucán-Macará (Panameriška cesta), Riobamba-Huaquillas (Panameriška cesta), Guayaquil-Riobamba, Quito-Santo Domingo in Guayaquil-Santo Domingo-Esmeraldas. Stara cesta Guaranda-Guayaquil-Quito se zelo malo uporablja. Od vseh 43.000 km cest, jih je v primerni uporabi 8.000 km.
Obstajata dve mednarodni letališči; v Quitu in Guayaquilu. Poleg potniškega prometa sta pomembni tudi zaradi izvoza, predvsem rezanega cvetja. Ker današnje letališče v Quitu leži sredi mesta in ima kratko vzletno-pristajalno stezo, je v gradnji novo zunaj mesta. Po vsej državi so številna regionalna letališča in nešteto vzletno-pristajalnih stez. Večji letalski družbi sta TAME AeroGal in Icaro Air.